# 미겔 몬테이루
루이스 미겔 브리투 가르시아 몬테이루 (Luís Miguel Brito Garcia Monteiro, 1980년 1월 4일 리스본 ~), 혹은 미겔은 포르투갈의 은퇴한 축구 선수로, 현재 스페인 라 리가의 발렌시아 CF 소속이다. 주로 라이트 백으로 뛰었다.

## 클럽 경력

### 초창기와 벤피카
미겔은 CF 에스트렐라 다 아마도라에서 윙어로 데뷔하였다. 1999년 4월 30일, 그는 1-2로 패한 보아비스타 FC 전에서 데뷔하여 17분을 소화하였다. 그 후, 그는 소속팀이 1부리그에 승격하기 전까지 28경기를 더 출장하였다. 그 후, 그는 SL 벤피카로 이적하였다.
2000년 여름, 미겔은 SL 벤피카로 이적하여 오른쪽 윙어에서 (코칭스태프 페르난두 샬라나의 지적으로 인하여) 라이트 백으로 변신하였다. 이 포지션 전환은 그가 세계적인 선수로 뛰어오르게 하였다. 2004-05 시즌 그는 22경기에 출장하여 2골을 기록하였고, 벤피카는 11년 만에 포르투갈 리그 정상에 복귀하였다.

### 발렌시아 CF
미겔은 2005년 8월에 €7.5M의 가격에 발렌시아 CF로 이적하였다. 주전 자리를 굳히고, 그는 2007년 9월에 5년 재계약을 하였고, 이듬 해 코파 델 레이 결승전에서 헤타페 CF를 3-1로 꺾어, 발렌시아가 컵 대회 우승을 하는 데 도왔다.
2009-10 시즌, 새로 영입된 브루노 살토르와 포지션 경쟁을 하였으나, 여전히 25경기를 출장하여, 소속팀이 리그 3위로 마감하고, UEFA 챔피언스리그 복귀를 도왔다.

## 국가대표팀 경력
2003년 2월 13일, 포르투갈 축구 국가대표팀에 발탁되어 이탈리아를 상대로 데뷔전을 치렀고, UEFA 유로 2004의 명단에 들었다. 포르투갈은 결승전에서 그리스에 개막전과 결승전에 패하여 준우승을 거두었고, 이후에 그는 2006년 FIFA 월드컵에도 참여하였다.
UEFA 유로 2008에서 그는 조제 보싱와의 교체 요원으로 활약하였으며, 그는 0-2로 패한 스위스전에만 출장하였다.
그는 발렌시아 CF에서 기복이 심했음에도 불구하고, 남아프리카 공화국에서 열린 2010년 FIFA 월드컵의 최종 엔트리에도 들었다. 미겔은 포르투갈의 네 경기에 쓰인 세명의 라이트 백 중 한명으로, 그는 조선인민공화국전에 출장하여 팀의 7-0 승리를 도왔다. 2010년 9월 10일, 그는 30세의 나이로 국가대표 은퇴를 선언하였다.
2012년 은퇴하였다.

## 수상
SL 벤피카
- 포르투갈 리그: 2004-05
- 포르투갈 컵: 2003-04
- 포르투갈 슈퍼컵: 2005

발렌시아 CF
- 코파 델 레이: 2007-08

국가대표팀
- UEFA 유로 2004 준우승

명예 훈장
- 빌라 비수사 기사단 훈장 (브라간자 가문으로부터 수상)[3]